# グランプリ・マイアミ
グランプリ・マイアミ(Grand Prix Miami)はアメリカ合衆国の国際柔道大会

## 来歴
IJFワールド柔道ツアーの一環として、グランドスラムに次ぐ位置付けにある柔道の国際大会。今大会は2010年に｢ワールドカップ・マイアミ｣という名称で新設された。なお、今大会は世界ランキング対象大会であるが、国際柔道連盟主催ではなく大陸連盟主催の大会であるため、ワールド柔道ツアーには含まれない。2013年からはグランプリ大会に格上げされることになったことにより、IJFワールド柔道ツアーの対象大会となった。2014年はコンチネンタルオープン大会として開催されることになった。グランプリ・ハバナと1年ごとに交互にグランプリ大会として開催される予定だったが、実際には2015年以降開催されていない。

## 名称の変遷
ワールドカップ・マイアミ World Cup Miami (2010-2012)

グランプリ・マイアミ Grand Prix Miami (2013)

パンナムオープン・マイアミ Pan American Open Miami (2014)

## 優勝者

### 男子
| 年     | 60 kg級                | 66 kg級                        | 73 kg級                          | 81 kg級                    | 90 kg級                  | 100 kg級                 | 100 kg超級           |
| 2010年 | セルジオ・ペッソア     | ミハイル・ポピエル             | ニコラス・トリトン               | ディオゴ・リマ             | アレクサンドレ・エモンド | アシュカブ・コストエフ   | 金聖氾               |
| 2011年 | ユアン・ポスティゴス   | レアンドロ・クーニャ           | ハシュバータル・ツァガンバータル | フランチェスコ・ブルエレ   | ユーゴ・ペッサーニャ     | ルカシュ・クルパレク     | ドミトリ・ステルホフ |
| 2012年 | ディエゴ・ドスサントス | ゲオルク・ライター             | ロナルド・ジロネス               | エマヌエル・ルセンティ     | アシュレイ・ゴンサレス   | オレイディス・デスパイネ | オスカル・ブライソン |
| 2013年 | ガンボルド・ヘルレン   | アブドゥラ・アブドゥルザリロフ | ディルク・バンティヘルト         | トム・リード               | アスレイ・ゴンサレス     | ザファール・マフマドフ   | 金洙完               |
| 2014年 | アラン・クワバラ       | アントワーヌ・ブシャール       | マルコ・マッダローニ             | トラヴィス・スティーブンス | エデュアルド・シルバ     | ユーゴ・ペッサーニャ     | ホセ・クエバス       |

### 女子
| 年     | 48 kg級                        | 52 kg級                      | 57 kg級            | 63 kg級                  | 70 kg級              | 78 kg級            | 78 kg超級              |
| 2010年 | パウラ・パレト                 | ジャネット・ロドリゲス       | マルティ・マロイ   | ダニエリ・ユリ・バルボサ | マリア・ペレス       | ケイラ・ハリソン   | ロケレ・ヌネス         |
| 2011年 | オイアナ・ブランコ             | ロミー・タラングル           | マルティ・マロイ   | サラ・クラーク           | ジュリ・アルベアル   | ケイラ・ハリソン   | カリーナ・ブライアント |
| 2012年 | ダヤリス・メストレ・アルバレス | ヤネト・ベルモイ             | ハナ・カーマイケル | ヤリツァ・アベル         | オニックス・コルテス | ケイラ・ハリソン   | ビアンカ・ロケッテ     |
| 2013年 | チェルノビツキ・エーヴァ       | ヤネト・ベルモイ             | マルティ・マロイ   | クラリス・アグベニュー   | イリヤナ・マルツォク | オドレー・チュメオ | 田知本愛               |
| 2014年 | エンダ・カリージョ             | エレウディス・ヴァレンティム | マルティ・マロイ   | ハナ・マーティン         | ジュリ・アルベアル   | ケイラ・ハリソン   | バネッサ・ザンボッティ |

## 各国メダル数
| 順 | 国・地域       | 金 | 銀 | 銅 | 計 |
| -- | -------------- | -- | -- | -- | -- |
| 1  | ロシア         | 2  | 4  | 2  | 8  |
| 2  | フランス       | 2  | 1  | 3  | 6  |
| 3  | ドイツ         | 2  | 1  | 2  | 5  |
| 4  | ハンガリー     | 1  | 2  | 1  | 4  |
| 5  | イギリス       | 1  | 1  | 1  | 3  |
| 5  | 日本           | 1  | 1  | 1  | 3  |
| 7  | モンゴル       | 1  | 0  | 4  | 5  |
| 8  | イギリス       | 1  | 0  | 2  | 3  |
| 9  | ベルギー       | 1  | 0  | 1  | 2  |
| 9  | アメリカ合衆国 | 1  | 0  | 1  | 2  |
| 11 | 韓国           | 1  | 0  | 0  | 1  |
| 12 | ブラジル       | 0  | 3  | 5  | 8  |
| 13 | アルゼンチン   | 0  | 1  | 1  | 2  |
| 13 | チェコ         | 0  | 0  | 1  | 1  |
| 13 | スペイン       | 0  | 0  | 1  | 1  |
| 13 | プエルトリコ   | 0  | 0  | 1  | 1  |
| 13 | セルビア       | 0  | 0  | 1  | 1  |
| 13 | スイス         | 0  | 0  | 1  | 1  |